# Atelognathus jeinimenensis
Atelognathus jeinimenensis е вид жаба от семейство Ceratophryidae. Видът е почти застрашен от изчезване.

## Разпространение
Разпространен е в Чили.

## Описание
Популацията на вида е стабилна.